# Axel Chapelle
Axel Chapelle (né le 24 avril 1995 à Colombes) est un athlète français, spécialiste du saut à la perche.

## Biographie
Champion de France cadet en 2011 et 2012, il remporte en 2013 la médaille d'argent des championnats d'Europe juniors, à Rieti en Italie, avec un saut à 5,25 m.
En 2014, il remporte le titre des championnats du monde juniors d'Eugene, aux États-Unis, devant le Russe Daniil Kotov et l'Allemand Oleg Zernikel, en établissant un nouveau record personnel avec 5,55 m. Il devient le deuxième perchiste français à remporter un titre mondial junior après Jean Galfione en 1990.
Depuis son titre mondial, Axel Chapelle s'est déchiré huit fois les ischio-jambiers.
Axel Chapelle ouvre sa saison hivernale le 16 décembre 2016 où il franchit une barre à 5,51 m, record personnel en salle. Il confirme sa bonne forme en effaçant à Orléans le 14 janvier une barre à 5,65 m, égalant ainsi son record personnel en plein air. Il termine 3e du concours derrière Konstadínos Filippídis (5,73 m, WL) et Kévin Menaldo (5,65 m).
Deux semaines plus tard, il porte son record personnel à 5,70 m lors du meeting de Rouen, toujours devancé par Filippidis et Ménaldo (5,70 m pour les deux) mais aussi par le Brésilien Thiago Braz da Silva (5,86 m). Le 3 mars 2017, il termine 6e des Championnats d'Europe en salle de Belgrade avec 5,80 m, son record personnel. Le 20 juin, il porte son record en extérieur à 5,71 m, minima pour les mondiaux de Londres. 
Le 6 août, il se qualifie pour la finale des championnats du monde de Londres grâce à un saut à 5,70 m. Il termine 6e de la finale avec 5,65 m.
Le 25 février 2018, Axel Chapelle participe au All Star Perche de Clermont-Ferrand dans le but de décrocher sa place pour les championnats du monde en salle de Birmingham, dont la Fédération hésite entre Kévin Menaldo et lui. Dans un concours qui restera alors la meilleure compétition indoor de l'histoire, Axel Chapelle améliore par deux fois son record personnel, 5,81 m puis 5,88 m, pour terminer seulement 4e de la compétition (derrière Sam Kendricks et Renaud Lavillenie 5,93 m et Paweł Wojciechowski 5,88 m). Menaldo, 7e de ce concours historique, franchit également 5,88 m. En conséquence, la Fédération décide de sélectionner Axel Chapelle pour les mondiaux. Le 4 mars, aux championnats du monde en salle de Birmingham, il termine 10e avec 5,60 m.

## Vie privée
Il est en couple avec la perchiste Ninon Guillon-Romarin, qui est également sa camarade d'entraînement,.
En septembre 2020, sa compagne annonce sa grossesse. Le 14 février 2021, il devient papa pour la première fois d'un garçon prénommé Oscar.

## Palmarès
| Date | Compétition                    | Lieu       | Résultat | Marque |
| ---- | ------------------------------ | ---------- | -------- | ------ |
| 2013 | Championnats d'Europe juniors  | Rieti      | 2e       | 5,25 m |
| 2014 | Championnats du monde juniors  | Eugene     | 1er      | 5,55 m |
| 2015 | Championnats d'Europe espoirs  | Tallinn    | 10e      | 5,20 m |
| 2017 | Championnats d'Europe en salle | Belgrade   | 6e       | 5,80 m |
| 2017 | Championnats d'Europe espoirs  | Bydgoszcz  | 2e       | 5,60 m |
| 2017 | Championnats du monde          | Londres    | 6e       | 5,65 m |
| 2018 | Championnats du monde en salle | Birmingham | 10e      | 5,60 m |
| 2018 | Coupe du monde                 | Londres    | 3e       | 5,65 m |
| 2018 | Championnats d'Europe          | Berlin     | 8e       | 5,65 m |

Palmarès national
- Championnats de France d'athlétisme
  -  2e du saut à la perche en 2018
- Championnats de France d'athlétisme en salle
  -  Vainqueur du saut à la perche en 2019

## Records
| Épreuve          | Épreuve   | Marque | Lieu             | Date            |
| ---------------- | --------- | ------ | ---------------- | --------------- |
| Saut à la perche | Plein air | 5,72 m | Monaco           | 21 juillet 2017 |
| Saut à la perche | En salle  | 5,88 m | Clermont-Ferrand | 25 février 2018 |